# Дик, Флориан
Фло́риан Дик (нем. Florian Dick; род. 9 ноября 1984 г.) — немецкий футболист.

## Карьера
Воспитанник клуба «Хамбрюкен», он начал играть в 1993 году, сделав свои первые шаги в футболе именно в этой команде. В 2003—2008 годах играл за «Карлсруэ», где дебютировал в профессиональных матчах.
Сезон 2006/07 закончилась для защитника преждевременно из-за разрыва крестообразной связки — эта травма заставила его почти год «отдыхать» на скамейке запасных. В марте 2008 года спортсмен объявил, что он не намерен продлевать контракт с «Карлсруэ», так как, по мнению футболиста, у него в этому клубе полностью отсутствовали спортивные перспективы.
Сезон 2008/09 стал для Флориана первым, в котором он выступал в ФК «Кайзерслаутерн». Уже во втором туре чемпионата он забивает свой первый гол за клуб против «Нюрнберга». В 2009/10 вместе с командой он поднялся в турнирной таблице и заработал право играть в первой Бундеслиге.